# Serracín
Serracín es una localidad española, pedanía del municipio de Riaza, perteneciente a la provincia de Segovia, en la comunidad autónoma de Castilla y León. Está situada en la vertiente norte de la sierra de Ayllón. Forma parte de los pueblos negros por el color de sus edificios.

## Topónimo
Refleja el nombre personal o étnico Sarracinus, probablemente aludiendo a un propietario. Se ha aventurado la hipótesis de que se trate de un descendiente directo, como apelativo (y no petrificado en el nombre personal) del plural arábigo sarraqīn ‘sarracenos’. Sin embargo, esta última hipótesis, sugerida por Vernet Ginés (1959), parece improbable, dado que exige una preservación del lenguaje que va más allá de la mera memoria léxica. Un topónimo similar es el de Castello Sarrazín, cerca de Silos (citado en 1222). Otros más: Sarracín (Burgos), Sarracín de Aliste (Zamora), Monfarracinos (Zamora), Villasarracino (Palencia), Castroserracín (Segovia). Todos, sin duda, alusivos a propietarios. Compárense los topónimos asturianos Cerracín, Zarracín, Zarracina, aducidos por Cunha Serra. Lo más probable es ver en esta familia toponímica una huella del conocido nombre personal Sarracenus (915), Sarracino (976, 1065), Sarrazino (1055), Serracino (978, 1080), por citar sólo unos ejemplos de Portugal, León y Asturias recogidos por Rivas Quintás.
Sarracinus es nombre de persona. Es muy frecuente en la Edad Media, especialmente en la etnia mozárabe (cristianos que habían estado o estaban aún bajo dominio musulmán), lo cual es plenamente compatible con lo que se sabe del poblamiento zamorano en la primera Edad Media. La mayor parte de las citas medievales a personas con este nombre figuran lisa y llanamente como Sarrazino, Sarrazín. El que terminen en –ino o en –ín depende de lo siguiente: generalmente, si la expresión mantenía el genitivo latino (Castrum Sarrazini), tendía a perderse la –i final. Pero, por otro lado, era frecuente en patronímicos la flexión genitiva:  Iohannes Sarrazini (Juan hijo de Sarrazino), y esto da lugar con el tiempo a apellidos Serracín, que pueden a su vez convertirse en nombre.

## Historia

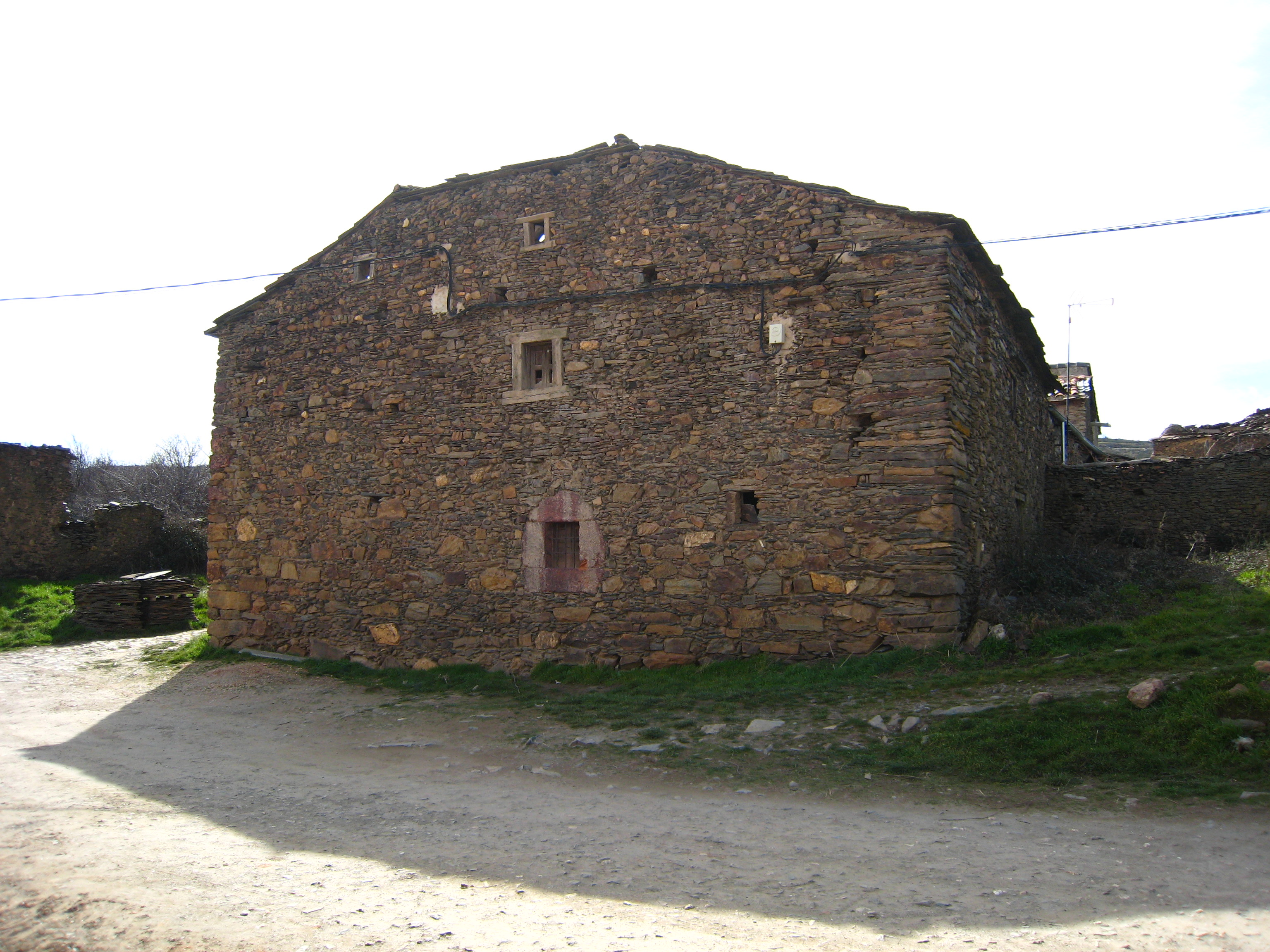
Ejemplo de arquitectura negra de pizarra en Serracín

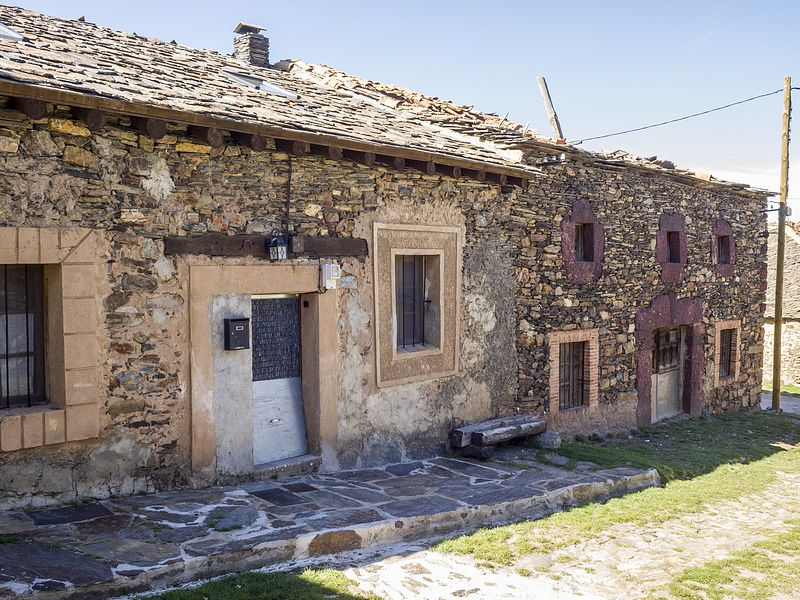
Arquitectura típica de pizarra negra en Serracín

Su término incluye el monte de Mingo-Hierro donde, al parecer, los romanos explotaron minas de plata y hierro.

Próximo a Tiermes (16 km), importante ciudad Arévaca. 
La primera noticia escrita que se tiene de Serracín es de 1353 de nuestra era (en el documento original figura en 1391 porque es de la era Hispánica), en que aparece en la estadística de iglesias de la diócesis de Sigüenza, como perteneciente al arciprestazgo de Ayllón "la eglesia de Serrecin es un beneficio curado e riende al clérigo que lo sirve 200 mrs" (maravedies). Todo ello está recogido en el libro "Historia de la Diócesis de Sigüenza y de sus Obispos" del Obispo Toribio Minguella.
Formaba parte del "Sexmo de la Sierra" de la Comunidad de Villa y Tierra de Ayllón.
Estuvo bajo el señorío del marqués de Villena.
En un intento de reforma de los límites provinciales a inicios del siglo XIX, se la integra en la provincia de Burgos, desligándola de la de Segovia. Dicha división quedó derogada y al realizarse la actual división de provincias, en 1833 dicha Comunidad de Ayllón quedó fraccionada, repartiéndose sus pueblos entre Segovia, Soria y Guadalajara.
Eclesiásticamente perteneció a la diócesis de Sigüenza, hasta que pasó a la de diócesis de Segovia en 1953.
Durante años, fue el municipio más pequeño de la provincia de Segovia. En el siglo XVIII, la población ascendía a 139 habitantes, dedicados principalmente a la labranza y al transporte de huevos y aves a Madrid.
En el siglo XIX, contaba con ayuntamiento y escuela, y sus habitantes estaban dedicados principalmente a la ganadería. A mediados del siglo XIX, el lugar tenía contabilizada una población de 123 habitantes. Aparece descrito en el decimocuarto volumen del Diccionario geográfico-estadístico-histórico de España y sus posesiones de Ultramar de Pascual Madoz de la siguiente manera:

SERRACIN: l. con ayunt. de la prov. de Segovia (5 leg.), part. jud. de Riaza (2) aud. terr. de Madrid (25), c. g. de Castilla la Nueva, dióc. de Sigüenza (12). sit. en la falda N. de una pequeña altura; le combaten todos los vientos en particular el S., y el clima es muy frio. Tiene 40 casas de inferior construccion, la de ayunt., escuela de primeras letras común á ambos sexos sin dotacion fija; 2 fuentes de buenas aguas de las cuales se utilizan los vec. para sus usos y una igl. parr. (Ntra. Sra. de Natividad) con curato de provision en concurso: confina con el térm. N. Madriguero; E. Muyo; S. Becerril, y O. Villa-corta; comprende un monte de roble llamado Mingo-hierro; en el que se encuentran 3 minas de plata y carbon de piedra, y varios prados con regulares pastos; brotan en él 3 fuentes y le atraviesa el r. Cambrones que pasa á corta dist. del pueblo: el terreno es bastante quebrado y de inferior calidad. caminos: los que dirigen á los pueblos limítrofes, en mal estado: el correo se recibe en la cab. del part. y en Ayllon. prod.: poco y mal trigo, centeno y algo de hortaliza; mantiene ganado lanar, cabrio, vacuno y mular; cria abundante caza de liebres, conejos, perdices y lobos. ind.: la agrícola y criar gallinas, cuyos huevos trasportan para los mercados inmediatos y otros puntos. pobl.: 40 vec. 123 alm. cap. imp.: 20,566 rs. contr.: 20'72 por 100.
(Madoz, 1849, p. 200)

Asimismo se reabrieron explotaciones mineras: mina Natividad, de hierro (1881); mina Mercedes, de hierro argentífero (1881), mina Santa Águeda y minas San Antonio de Padua de hierro (1883-1885). También existían minas en los pueblos de alrededor (El Muyo, Becerril...).
Varias familias de Serracín, junto a otras de El Muyo, eran propietarias de una gran extensión de pastos y monte bajo en el término de Cantalojas (750 Hectáreas) llamada "Los cuarteles de Puerto Infante" que linda al norte con el Muyo, al sur con el Río Lillas, al este con el arroyo de Puerto Infante y al oeste con el Cuartel de Tamajón. Esta finca se utilizaba como pastos de verano y llegaba a mantener unas 250 vacas de los pueblos cercanos (del 1 de abril al 1 de agosto) y unas 1700 cabras (del 20 de junio al 1 noviembre). Se vendió al Ayuntamiento de Cantalojas en 1960. Hoy es parte del monte de utilidad pública GU-280.
El antiguo municipio de Serracín fue agregado administrativamente al de Madriguera el 11 de octubre de 1966.
 Posteriormente, en 1979, todos ellos fueron agregados, como barrios, al municipio de Riaza.
Actualmente, es una población con agua potable en todas las casas y alcantarillado; pero en la mayoría se ha tratado de adornarlas o restaurarlas lo más rústico posible.

## Demografía
| Gráfica de evolución demográfica de Serracín entre 1842 y 1960 |
| |
| Población de derecho según los censos de población del INE Población de hecho según los censos de población del INEEntre el censo de 1970 y el anterior, este municipio desaparece porque se integra en el municipio 40116 (Madriguera) |

- siglo XVIII: 139 hab.
- siglo XIX: 120 hab.

| 11            | 14 | 8 | 11 | 11 | 10 | 10 | 11 | 14 | 12 | 6 |
| (Fuente: INE) |    |   |    |    |    |    |    |    |    |   |

(Fuente INE-series históricas: Entre el Censo de 1970 y el anterior, este municipio desaparece porque se integra en el municipio 40116 (Madriguera))

### Censos históricos
1. Según el Censo de Pecheros de Carlos I de 1528 había 30 vecinos pecheros (o con obligación de pagar impuestos)
2. Según el Censo de la Sal de 1631 hay 10 vecinos obligados a pagar y 316 ganados, por 13 fanegas de sal, 780 (millones a maravedíes 2764)
3. Según el Diccionario de Pascual Madoz en 1848 había 40 vecinos en 40 casas (escuela de primeras letras común a ambos sexos).[5]

## Patrimonio
Iglesia de Nuestra Señora de la Natividad. Según don Teodoro García en su libro sobre el señorío de Ayllón, el templo fue construido en un 1702 por el maestro Juan Pérez. Sólo queda buen estado la espadaña, de tres cuerpos, contrastando sus paramentos rojos y blancos.
Cuando el templo amenazaba ruina, sus imágenes fueron reubicadas:
- Una talla de la Virgen con Niño del siglo XII se expone en el Museo de arte sacro de Riaza.
- La Virgen de la Natividad con el Niño, se expone en la iglesia de Madriguera.
- Las tallas de San José y San Antonio están en la iglesia de Villacorta.

## Fiestas
El pueblo tiene dos fiestas:
- San Isidro que se celebra el fin de semana más cercano al 15 de mayoç.
- Nuestra Señora de la Natividad que se celebra actualmente en el primer domingo de septiembre.

## Arquitectura
Las casas tradicionales son muy humildes y respetan todas la arquitectura adecuada para esta zona. Constan de una sola planta de forma rectangular. Se cubren con un tejado a tres aguas que sobresalen de los muros. El edificio del Ayuntamiento y escuela se ha perdido.